# (162014) 1994 RF11
(162014) 1994 RF11 là một tiểu hành tinh nằm ở rìa trong của vành đai chính. Nó được phát hiện bởi Robert H. McNaught ở Đài thiên văn Siding Spring ở Coonabarabran, New South Wales, Australia, ngày 11 tháng 9 năm 1994.